# Liste des biens culturels importants du Japon (Okinawa : structures)
Cette liste présente les structures situées dans la préfecture d'Okinawa et désignées biens culturels importants. Bien qu'une grande partie du patrimoine architectural du royaume de Ryūkyū et des îles Ryūkyū a été détruite durant la bataille d'Okinawa, vingt et un sites épargnés comportant trente-huit structures ont été ainsi répertoriés. Ceux du Tamaudun et du Sonohyan-utaki font partie du patrimoine mondial de l'UNESCO dans le cadre de la liste des « sites Gusuku et propriétés afférentes du royaume de Ryūkyū ».

## Bâtiments
| Structure | Date        | Île             | Municipalité   | Commentaires | Image | Coordonnées                   | Ref. |
| --- | ----------- | --------------- | -------------- | --- | ----- | ----------------------------- | ---- |
| Mausolée Ieudōn 伊江御殿墓 () Ieudōn baka                                                                          | 1687        | Okinawa (île)   | Naha           | mausolée en forme de carapace de tortue de la lignée Ie, descendante du septième fils de Shō Sei, quatrième roi de la deuxième dynastie Shō (第二尚氏)                                                                       |       | 26° 13′ 33″ N, 127° 43′ 32″ E |      |
| Porte de pierre de Sonohyan-utaki 園比屋武御嶽石門 () Sunuhian-utaki sekimon                                       | 1519        | Okinawa (île)   | Naha           | porte royale du château de Shuri; gravement endommagée lors de la guerre du Pacifique et restaurée dans sa forme antérieure en 1957; patrimoine mondial de l'humanité                                                        |       | 26° 13′ 05″ N, 127° 43′ 02″ E |      |
| Chunnāgā 喜友名泉 () Chunnāgā                                                                                      | 1751-1829   | Okinawa (île)   | Ginowan        | fontaine en pierre castellum aquae |       | 26° 17′ 16″ N, 127° 45′ 37″ E |      |
| Ancien pont Hōjō d'Engaku-ji (Naha) 旧円覚寺放生橋 () Kyū-Engakuji hōjō hashi                                      | 1498        | Okinawa (île)   | Naha           | Engaku-ji est fondé par Shō Shin en 1492 sur le modèle du Engaku-ji à Kamakura; tous les bâtiments en bois ont été détruits pendant la guerre ; le pont richement sculpté a subi des dégâts mineurs et a depuis été restauré |       | 26° 13′ 06″ N, 127° 43′ 09″ E |      |
| Miyaradōnchi 旧宮良殿内 () Miyaradonchi                                                                            | 1751-1829   | Ishigaki-jima   | Ishigaki       | résidence d'un important samourai |       | 24° 20′ 28″ N, 124° 09′ 35″ E |      |
| Ancienne porte de Sōgen-ji et mur de pierre 旧崇元寺第一門及び石牆 () Sōgenji daiichimon oyobi sekishō             | before 1527 | Okinawa (île)   | Naha           | Sōgenji, peut-être fondé en 1470, est détruit pendant la guerre; la porte est restaurée en 1952 |       | 26° 13′ 13″ N, 127° 41′ 26″ E |      |
| Murs de pierre de l'ancien village de Kumejima 旧仲里間切蔵元石牆 () nakazato magiri kuramoto sekishō              | 1716-1735   | Kume-jima       | Kumejima       | les bâtiments en bois sont perdus, laissant les murs de pierre comme témoignage de bureau du village |       | 26° 21′ 16″ N, 126° 48′ 28″ E |      |
| Résidence de la famille Yonaguni 旧与那国家住宅 () Yonaguni-ke jūtaku                                              | 1913        | Taketomi Island | Taketomi       | partie du district de préservation Taketomi des groupes de bâtiments traditionnels |       | 24° 19′ 43″ N, 124° 05′ 15″ E |      |
| Tombe de la famille Waukei 旧和宇慶家墓 () Kyū-Waukei-ke haka                                                      | 1601-1700   | Ishigaki-jima   | Ishigaki       | combine une chambre funéraire dans une cave et une cour murée |       | 24° 21′ 48″ N, 124° 09′ 54″ E |      |
| Chambre funéraire du Tamaudun (centre) 玉陵 墓室 () Tamaudūn boshitsu                                              | 1501        | Okinawa (île)   | Naha           | partie du mausolée Tamaudun du royaume de Ryūkyū et patrimoine mondial; destiné à l'enterrement temporaire avant lavage des os et mise au tombeau définitive                                                                 |       | 26° 13′ 05″ N, 127° 42′ 53″ E |      |
| Chambre funéraire du Tamaudun (Est) 玉陵 墓室 () Tamaudun boshitsu                                                 | 1501        | Okinawa (île)   | Naha           | destiné à la mise au tombeau des rois et des reines |       | 26° 13′ 05″ N, 127° 42′ 53″ E |      |
| Chambre funéraire du Tamaudun(Ouest) 玉陵 墓室 () Tamaudūn boshitsu                                                | 1501        | Okinawa (île)   | Naha           | destiné à la mise au tombeau des autres membres de la famille royale |       | 26° 13′ 06″ N, 127° 42′ 53″ E |      |
| Murs de pierre de Tamaudun (intérieur) 玉陵 石牆 () Tamaudūn sekishō                                               | 1501        | Okinawa (île)   | Naha           | |       | 26° 13′ 06″ N, 127° 42′ 53″ E |      |
| Mur de pierre du Tamaudun (extérieur) 玉陵 石牆 () Tamaudūn sekishō                                                | 1501        | Okinawa (île)   | Naha           | |       | 26° 13′ 07″ N, 127° 42′ 53″ E |      |
| Tōrin-ji (Shinden) 権現堂 神殿 () Gongendō shinden                                                                 | 1786        | Ishigaki-jima   | Ishigaki       | construit en 1614, détruit par un tsunami en 1771 et reconstruit dans la décade qui suit |       | 24° 20′ 37″ N, 124° 09′ 21″ E |      |
| Tōrin-ji (Haiden) 権現堂 拝殿 () Gongendō haiden                                                                   | 1786        | Ishigaki-jima   | Ishigaki       | construit en 1614, détruit par un tsunami en 1771 et reconstruit dans la décade qui suit |       | 24° 20′ 37″ N, 124° 09′ 21″ E |      |
| Résidence de la famille Takara 高良家住宅 () Takara-ke jūtaku                                                      | 1868-1911   | Geruma -jiwa    | Zamami         | maison du batelier |       | 26° 10′ 38″ N, 127° 17′ 35″ E |      |
| Résidence de la famille Uezu (bâtiment principal) 上江洲家住宅 主屋 () Uezu-ke jūtaku shuoku                       | 1754        | Kume-jima       | Kumejima       | |       | 26° 21′ 18″ N, 126° 44′ 56″ E |      |
| Résidence de la famille Uezu (antichambre) 上江洲家住宅 前の屋 () Uezu-ke jūtaku mae-no-ya                         | 1754        | Kume-jima       | Kumejima       | |       | 26° 21′ 18″ N, 126° 44′ 56″ E |      |
| Résidence de la famille Aragaki (bâtiment principal) 新垣家住宅 主屋 () Aragaki-ke jūtaku omoya                    | 1801-1900   | Okinawa (île)   | Naha           | maison du potier - tsuboya-yaki (壺屋焼) |       | 26° 12′ 45″ N, 127° 41′ 35″ E |      |
| Résidence de la famille Aragaki (atelier) 新垣家住宅 作業場 () Aragaki-ke jūtaku sagyōba                           | 1801-1900   | Okinawa (île)   | Naha           | |       | 26° 12′ 45″ N, 127° 41′ 35″ E |      |
| Résidence de la famille Aragaki (annexe) 新垣家住宅 離れ () Aragaki-ke jūtaku hanare                               | 1911        | Okinawa (île)   | Naha           | |       | 26° 12′ 45″ N, 127° 41′ 35″ E |      |
| Résidence de la famille Aragaki (four) 新垣家住宅 登窯 () Aragaki-ke jūtaku noborigami                             | 1911        | Okinawa (île)   | Naha           | |       | 26° 12′ 45″ N, 127° 41′ 35″ E |      |
| Salle de culte Sesoko 瀬底土帝君 () Sesoko tōteīkun                                                                | 1751-1829   | Okinawa (île)   | Motobu         | nommé d'après l'île Sesokojima (瀬底島) au nord; le complexe comprend le honden, le haiden, le jardin, des murs de pierre |       | 26° 38′ 37″ N, 127° 51′ 53″ E |      |
| Résidence de la famille Nakamura (bâtiment principal) 中村家住宅 主屋 () Nakamura-ke jūtaku shuoku                 | late C19    | Okinawa (île)   | Kitanakagusuku | maison d'une riche famille agricole |       | 26° 17′ 24″ N, 127° 48′ 02″ E |      |
| Résidence de la famille Nakamura (annexe) 中村家住宅 あさぎ () Nakamura-ke jūtaku asagi                            | 1868-1911   | Okinawa (île)   | Kitanakagusuku | |       | 26° 17′ 24″ N, 127° 48′ 02″ E |      |
| Résidence de la famille Nakamura (réserve) 中村家住宅 籾倉 () Nakamura-ke jūtaku momigura                          | 1868-1911   | Okinawa (île)   | Kitanakagusuku | |       | 26° 17′ 24″ N, 127° 48′ 02″ E |      |
| Résidence de la famille Nakamura (antichambre) 中村家住宅 前の屋 () Nakamura-ke jūtaku mae-no-ya                   | 1868-1911   | Okinawa (île)   | Kitanakagusuku | |       | 26° 17′ 24″ N, 127° 48′ 02″ E |      |
| Résidence de la famille Nakamura (Pig-pen) 中村家住宅 ふーる () Nakamura-ke jūtaku mae-no-ya                       | 1868-1911   | Okinawa (île)   | Kitanakagusuku | |       | 26° 17′ 24″ N, 127° 48′ 02″ E |      |
| Installations au bord de la rivière Nakandakari 仲村渠樋川 () Nakandakari hījā                                     | 1912        | Okinawa (île)   | Nanjō          | les aménagements comprennent une fontaine, des murs de soutènement, des chaussées, etc |       | 26° 08′ 43″ N, 127° 47′ 34″ E |      |
| Distillerie Tsukayama (bâtiment principal) 津嘉山酒造所施設 主屋 () Tsukayama shuzōsho shisetsu shuoku             | 1928        | Okinawa (île)   | Nago           | |       | 26° 35′ 29″ N, 127° 59′ 00″ E |      |
| Distillerie Tsukayama (bâtiment de la distillerie) 津嘉山酒造所施設 麹屋 () Tsukayama shuzōsho shisetsu kōjiya     | 1928        | Okinawa (île)   | Nago           | distillerie d'awamori |       | 26° 35′ 29″ N, 127° 59′ 00″ E |      |
| Pont Tennyo 天女橋 () Tennyo bashi                                                                                 | 1502        | Okinawa (île)   | Naha           | situé à l'entrée d'Engaku-ji (Naha); nommé d'après le tennin (tennyo) |       | 26° 13′ 07″ N, 127° 43′ 07″ E |      |
| Tombes Tōyumya (tombe de Nakasone Toyomiya) 豊見親墓 仲宗根豊見親の墓 () Tōyumya baka Nakasone Tōyumya no haka     | 1751-1829   | Miyako-jima     | Hirara         | tombeau du chef Nakasone Toyomiya (en) du XVIe siècle |       | 24° 48′ 31″ N, 125° 16′ 47″ E |      |
| Tombes Tōyumya (tombe de Chirimara Toyomiya) 豊見親墓 知利真良豊見親の墓 () Tōyumya baka Chirimara Tōyumya no haka | 1751-1829   | Miyako-jima     | Hirara         | tombe du troisième fils de Nakasone Toyomiya (en) |       | 24° 48′ 31″ N, 125° 16′ 47″ E |      |
| Tombes Tōyumya (tombe Atonma ) 豊見親墓 あとんま墓 () Tōyumya baka Atonma no haka                                  | 1830-1867   | Miyako-jima     | Hirara         | tombe de la femme de la famille Chūdō |       | 24° 48′ 31″ N, 125° 16′ 47″ E |      |
| Résidence de la famille Mekaru (bâtiment principal) 銘苅家住宅 主屋 () Mekaru-ke jūtaku shuoku                     | 1906        | Izena-jima      | Izenajima      | |       | 26° 55′ 04″ N, 127° 56′ 05″ E |      |
| Résidence de la famille Mekaru (annexe) 銘苅家住宅 あさぎ () Mekaru-ke jūtaku asagi                                | 1906        | Izena-jima      | Izenajima      | |       | 26° 55′ 04″ N, 127° 56′ 05″ E |      |